# Egzekucje na wyspie Matupi
Egzekucje na wyspie Matupi (ang. Executions at Matupi, Matupi Island Massacre) – zbrodnia wojenna popełniona w trakcie wojny na Pacyfiku na wysepce Matupi u wybrzeży Nowej Brytanii. W latach 1942–1944 żołnierze japońskiej Cesarskiej Marynarki Wojennej zamordowali tam około 100 alianckich jeńców i cywilów. Prawdopodobnie niektóre ofiary zamordowano w ramach pseudonaukowych eksperymentów.

## Geneza

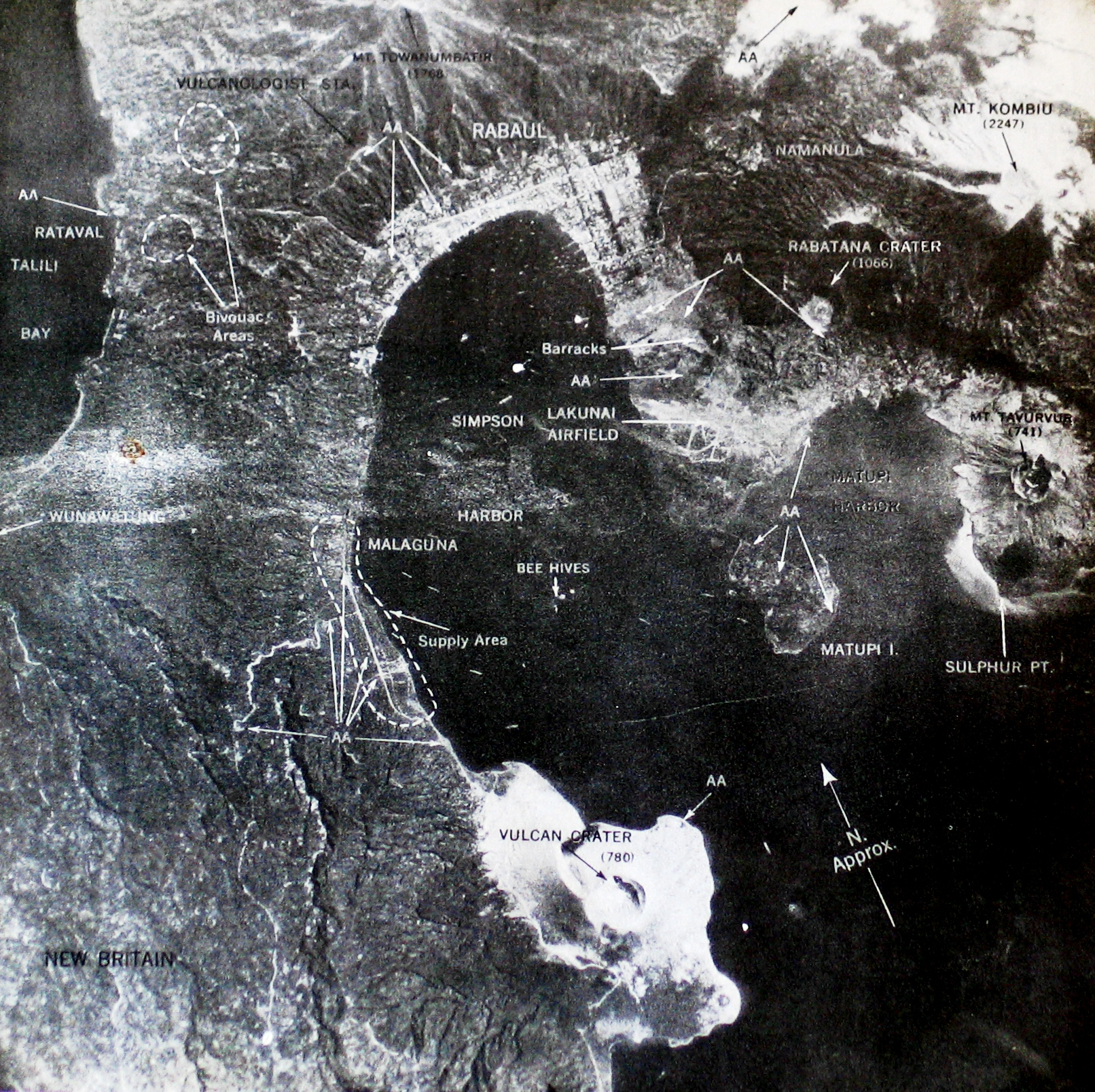
Zdjęcie lotnicze okolic Rabaulu wykonane w 1943 roku przez amerykańskie lotnictwo. Na prawo od portu widoczna wysepka Matupi

W styczniu 1942 roku, w pierwszych miesiącach wojny na Pacyfiku, Nowa Brytania została zajęta przez Japończyków. Szybko przekształcili oni Rabaul w swój główny bastion na południowym Pacyfiku.
W tym czasie Matupi (Matupit) była niewielką wysepką położoną na południowy wschód od Rabaulu, u wejścia do Simpson Harbor. Po rozpoczęciu okupacji znalazła się pod jurysdykcją 81. Jednostki Garnizonowej Cesarskiej Marynarki Wojennej. Japończycy urządzili tam bazę zaopatrzeniową, która obsługiwała pobliskie lotnisko Lakunai oraz bazę wodnosamolotów w zatoce Matupi.
W czasie japońskiej okupacji setki alianckich jeńców wojennych i internowanych cywilów zostało zamordowanych na Nowej Brytanii. Systematycznie mordowano przede wszystkim wziętych do niewoli lotników. Jednym z miejsc egzekucji była wyspa Matupi.

## Kalendarium i przebieg egzekucji
Oficerowie i żołnierze 81. Jednostki Garnizonowej, których przesłuchiwano po zakończeniu wojny, przyznali, że co najmniej czterokrotnie na Matupi przeprowadzono egzekucje jeńców i cywilów. Miały się one odbyć  w drugiej połowie 1942 roku, w czerwcu 1943 roku, pod koniec 1943 roku oraz w kwietniu 1944 roku.
Ustalono jednak, że pierwsza egzekucja miała tam miejsce 26 maja 1942 roku. Został wtedy zamordowany australijski lotnik, sierż. David Stuart Brown.
Rankiem 8 października 1942 roku z obozu jenieckiego w Rabaulu, znajdującego się pod jurysdykcją Cesarskiej Marynarki Wojennej, zabrano dwóch australijskich strażników wybrzeża oraz czterech amerykańskich lotników. Rzekomo mieli oni pracować przy budowie nowego lotniska w rejonie Kokopo. Żaden jednak nie powrócił, a jeszcze tego samego popołudnia do obozu przywieziono narzędzia oraz dodatkową odzież, które zabrali ze sobą zaginieni. Po wojnie szczątki całej szóstki odnaleziono w masowym grobie na Matupi. Wraz z jeńcami zamordowano dwóch tubylców. Chorąży Minoru Yoshimura zeznał, że ofiarom zadano liczne ciosy bagnetami, jednakże tylko tubylcy oraz jeden z jeńców ponieśli śmierć na miejscu. Następnie japoński lekarz wojskowy, który asystował przy egzekucji, wyciął żyły szyjne oraz jeden z narządów wewnętrznych dwóm jeńcom, którzy w pierwszej fazie egzekucji odnieśli najmniej poważne obrażenia. Na koniec Yoshimura dobił wszystkie ofiary ciosem miecza.
Pod koniec listopada lub na początku grudnia 1943 roku z obozu jenieckiego w Rabaulu zabrano kolejnych czternastu lotników – dwóch Australijczyków oraz dwunastu Amerykanów. Zostali oni zamordowani na Matupi.
Być może to ich egzekucję opisali w swych powojennych zeznaniach dwaj młodsi oficerowie 81. Jednostki Garnizonowej. Jeden z nich zeznał, że pod koniec 1943 roku był świadkiem, jak na Matupi przywieziono około dziesięciu alianckich jeńców. Mieli oni zostać podzieleni na dwie grupy. Członkowie pierwszej zostali ścięci mieczem przez japońskiego oficera, pozostałych zabito śmiertelnymi zastrzykami. Prawdopodobnie uczyniono to w ramach pseudonaukowego eksperymentu, którego celem było przetestowanie różnych rodzajów trucizn. Drugi z japońskich świadków zeznał bowiem, że w egzekucji uczestniczyło około 3–4 lekarzy wojskowych. Ofiary były pojedynczo doprowadzane nad masowy grób, zmuszane do położenia się na plecach, po czym jeden z lekarzy podawał im śmiertelny zastrzyk. W tym czasie pozostali lekarze z zegarkami w rękach obserwowali reakcje ofiar. Większość jeńców zmarła po około 15 minutach od podania zastrzyku, jedna z ofiar konała jednak przez blisko 25 minut.
Kolejna zbiorowa egzekucja odbyła się 13 lub 14 stycznia 1944 roku. Na Matupi zamordowano wtedy siedemnastu lotników zabranych z obozu jenieckiego w Rabaulu, w tym piętnastu Amerykanów i dwóch Australijczyków.
Ostatnią większą egzekucję przeprowadzono w kwietniu 1944 roku. Tym razem jej ofiarą padły osoby cywilne, w tym obywatele Szwajcarii i Finlandii.
Przypuszcza się, że w latach 1942–1944 na Matupi mogło zostać zamordowanych nawet ponad 100 osób europejskiego pochodzenia, w tym co najmniej 19 cywilów.

## Powojenne ekshumacje i śledztwo
Po kapitulacji Japonii wojska alianckie powróciły na Nową Brytanię. Władze australijskie wkrótce wszczęły śledztwo w sprawie 31 jeńców wojennych, którzy zaginęli bez śladu, po tym jak zabrano ich z obozu Kempeitai przy Tunnel Hill Road. Tubylec o imieniu Toniuea zeznał, że w czasie okupacji był świadkiem, jak na Matupi Japończycy pozbawili przytomności około 40 jeńców, a następnie zakopali ich żywcem.
Obie zbrodnie okazały się nie być ze sobą powiązane. Niemniej w miejscu, które wskazał Toniuea, odkryto masowy grób zawierający szczątki 24 osób. Zwłoki należały do sześciu jeńców zamordowanych 8 października 1942 roku, pięciu zaginionych lotników z załogi zestrzelonego bombowca B-25, a także sześciu białych cywilów i siedmiu tubylców. Wyniki oględzin nie pozostawiały wątpliwości, że ofiary zostały zamordowane.
Japończycy, których przesłuchiwano w tej sprawie w latach 1946–1947, twierdzili początkowo, że nie jest im nic wiadomo o pozasądowych egzekucjach jeńców i cywilów. Przełom nastąpił w połowie 1947 roku, gdy chor. Minoru Yoshimura przyznał, że w październiku 1942 roku kierował egzekucją grupy jeńców. Niedługo później także inni oficerowie i żołnierze 81. Jednostki Garnizonowej zaczęli zeznawać, że byli uczestnikami lub świadkami egzekucji, które odbywały się na Matupi. Kontradmirał Tatsuo Kiyama, który w czasie wojny dowodził tą jednostką, przyznał, że wydawał swoim podkomendnym rozkazy zabijania jeńców i cywilów. Twierdził jednak, że czynił to na rozkaz dowództwa Floty Południowo-Wschodniej. Gdy wyszło na jaw, że w rzeczywistości zarządził egzekucje z własnej inicjatywy, a australijskie władze podjęły decyzję o postawieniu mu zarzutów, Kiyama popełnił samobójstwo (1949).
Ostatecznie żaden żołnierz 81. Jednostki Garnizonowej nie został postawiony w stan oskarżenia w związku ze zbrodniami na Matupi. Australijczycy nie zdołali także ustalić tożsamości lekarzy, którzy testowali trucizny na alianckich jeńcach.
W czerwcu i lipcu 1950 roku członkowie Komisji Grobów Wojennych Imperium Brytyjskiego ponownie przeszukali Matupi i odnaleźli pięć grobów, które kryły zwłoki 28 ofiar – piętnastu australijskich lotników, dwunastu amerykańskich lotników i jednego australijskiego cywila. Wszystkie nosiły ślady egzekucji przez ścięcie lub rozstrzelanie. Ustalono, że wśród zamordowanych znajdowało się m.in. dziewięciu członków załogi australijskiej łodzi latającej PBY Catalina o numerze seryjnym A24-18, dotąd uznawanych za zaginionych.
Na wieść o tym odkryciu minister lotnictwa Thomas White zaproponował w październiku 1950 roku, aby aresztować i postawić przed sądem osoby podejrzewane o udział w tych egzekucjach. Rząd Australii postanowił jednak utrzymać w mocy swą decyzję z sierpnia 1949 roku o zaprzestaniu ścigania japońskich zbrodniarzy wojennych. Najprawdopodobniej stała za tym niechęć do zadrażniania stosunków z Japonią w obliczu niedawno rozpoczętej wojny koreańskiej.